# بخش بلک ریور، شهرستان پنینگتون، مینه سوتا
بخش بلک ریور (به انگلیسی: Black River Township) یک منطقهٔ مسکونی در ایالات متحده آمریکا است که در شهرستان پنینگتن، مینه‌سوتا واقع شده‌است.
 بخش بلک ریور ۶۲٫۱ کیلومتر مربع مساحت و ۹۸ نفر جمعیت دارد و ۳۳۱ متر بالاتر از سطح دریا واقع شده‌است.